# نورا تشيرنير
نورا تشيرنير (بالإنجليزية: Nora Tschirner)‏ هي ممثلة وموسيقية ألمانية ولدت في 12 يونيو 1981.

## وصلات خارجية
- نورا تشيرنير على موقع IMDb (الإنجليزية)
- نورا تشيرنير على موقع ميتاكريتيك (الإنجليزية)
- نورا تشيرنير على موقع روتن توميتوز (الإنجليزية)
- نورا تشيرنير على موقع مونزينجر (الألمانية)
- نورا تشيرنير على موقع ألو سيني (الفرنسية)
- نورا تشيرنير على موقع ميوزك برينز (الإنجليزية)
- نورا تشيرنير على موقع أول موفي (الإنجليزية)
- نورا تشيرنير على موقع قاعدة بيانات الأفلام السويدية (السويدية)
- نورا تشيرنير على موقع ديسكوغز (الإنجليزية)
- نورا تشيرنير على موقع قاعدة بيانات الفيلم (الإنجليزية)